# Arlen Escarpeta
Arlen Alexander Escarpeta (Belize, 9 aprile 1981) è un attore statunitense nato in Belize.

## Filmografia parziale

### Cinema
- High Crimes - Crimini di stato (High Crimes), regia di Carl Franklin (2002)
- American Gun, regia di Aric Avelino (2005)
- We Are Marshall, regia di McG (2006)
- The Ten, regia di David Wain (2007)
- Venerdì 13 (Friday the 13th), regia di Marcus Nispel (2009)
- Brotherhood, regia di Will Canon (2010)
- Final Destination 5, regia di Steven Quale (2011)
- Into Darkness - Star Trek (Star Trek Into Darkness), regia di J. J. Abrams (2013) - voce
- Into the Storm, regia di Steven Quale (2014)
- 10050 Cielo Drive (Wolves at the Door), regia di John R. Leonetti (2016)

### Televisione
- American Dreams – serie TV, 61 episodi (2002-2005)
- Cold Case - Delitti irrisolti (Cold Case) – serie TV, episodio 3x04 (2005)
- Whitney, regia di Angela Bassett – film TV (2015)
- The Magicians – serie TV, 5 episodi (2017-2018)
- The Oath – serie TV, 10 episodi (2018)
- I Am the Night – miniserie TV, 3 episodi (2019)
- David Makes Man – serie TV, 9 episodi (2021)
- Found – serie TV (2023- in corso)

## Doppiatori italiani
Nelle versioni in italiano delle opere in cui ha recitato, Arlen Escarpeta è stato doppiato da:
- Simone Crisari in The Shield, Dr. House - Medical Division, Found
- Alessandro Tiberi in American Dreams
- Corrado Conforti in Cold Case - Delitti irrisolti
- Gianfranco Miranda in Mental
- Nanni Baldini in Whitney